# 龙嘉街道
龙嘉街道，是中华人民共和国吉林省长春市九台区下辖的一个乡镇级行政单位。2016年7月20日，龙嘉撤销镇建制设立街道办事处。 
吉民行批【2016】2号《吉林省民政厅关于同意将长春市二道区龙嘉镇所辖行政区域划归长春市九台区管辖并撤销镇建制设立街道办事处的批复》：经省政府批准，同意将长春市二道区龙嘉镇所辖行政区域划归九台区管辖，并撤销龙嘉镇，设立龙嘉街道办事处，管辖原龙嘉镇所辖行政区域，街道办事处驻原龙嘉镇政府所在地。

## 行政区划
龙嘉街道下辖以下地区：
龙嘉堡社区、饮马河社区、龙家堡村、翻身村、草城子村、杨树村、吉祥村、水乡村、双阳村、泉眼村、挖铜村、大城子村、朝阳村、小城子村、陆家村、饮马河村、红光村、沿河村和双丰村。